# مارسلو الگارتن
مارسلو الگارتن (به انگلیسی: Marcelo Elgarten) معروف به مارسلینیهو (زاده ۹ نوامبر ۱۹۷۴) بازیکن والیبال اهل برزیل و عضو سابق تیم ملی والیبال برزیل و فعلی باشگاه میناس تنیس است. مارسلو به همراه تیم ملی برزیل مدال نقره المپیک ۲۰۰۸، مدال طلا قهرمانی جهان ۲۰۰۶، مدال طلا بازی های پان امریکن ۲۰۰۷ و پنج قهرمانی لیگ جهانی را به دست آورده است. او در رده باشگاهی نیز سابقه بازی در تیم های پالرمو، سیسلی ترویزو، ریو دو ژانیرو، سوزانو، تلپس، اولبارا، پاناتینایکوس، پینهیورس، میناس تنیس، یونسیول فلوریانوپلیس را در کارنامه خود دارد.